# Vieille Fontaine
La villa Vielle Fontaine es una casa situada en Lausana, Suiza, conocida por haber sido la residencia de Victoria Eugenia de Battenberg, viuda de Alfonso XIII de España, en los últimos años de su vida.

## Historia
En los años anteriores a la Segunda Guerra Mundial, la reina Victoria Eugenia había adquirido un arrendamiento a largo plazo sobre una propiedad en Londres hacia 1935. Se trataba de una casa en el número 34 de Porchester Terrace. Tras el fin del conflicto bélico, y tras haber pasado los años finales del conflicto en la localidad de Lausana en la neutral Suiza, Victoria Eugenia planeaba instalarse en esta residencia pero, según su biógrafo Gerard Noel, no fue posible debido a los altos impuestos que hubiera debido de pagar en caso de residir en Inglaterra. En estos años, Victoria Eugenia pasa temporadas en la villa L'Elysée en Lausana, propiedad de su amiga Mary Latta, por entonces casada con el marqués de Craymayel. Mary había heredado esta villa de su padre, sir John Latta, armador escocés.Por intermediario de Mary Latta, la reina Victoria Eugenia de Battenberg adquiriría en julio de 1948, una villa cercana a la de Mary que recibía el nombre de Vieille Fontaine. Según Noel la casa habría sido adquirida con 30.000 libras que la reina habría heredado de la excéntrica aristócrata británica Margaret Greville.
Fue en esta casa donde murió Victoria Eugenia el 15 de abril de 1969. En los días posteriores se instalaría la capilla ardiente y desde el edificio partió el cortejo fúnebre hacia en cementerio de Lausanne donde serían enterrados sus restos.
En la época en que fue residencia de la reina Victoria Eugenia, fue lugar de encuentro para sus familiares y miembros de la realeza europea como Simeón II de Bulgaria. En villa Vieille Fontaine se produjo el compromiso del entonces príncipe (luego rey de España) Juan Carlos de Borbón con Sofía de Grecia.
En la actualidad la vivienda es de propiedad privada.

## Descripción
La villa se encontraba en la mitad sur de la propiedad. Era un edificio de planta rectangular, de dos alturas. Estaba rematado por un empinado tejado de pizarra a cuatro aguas.
La estancias principales se encontraban en la planta baja. En el vestíbulo colgaba el cuadro de Comba representando la ceremonia religiosa de la boda de Victoria Eugenia y Alfonso XIII. A la derecha del vestíbulo se accedía al salón decorado también con retratos de Victoria Eugenia, por Laszlo; de su madre, también por este pintor. Además en el salón se disponían sendas vitrinas con la colección de jades de Victoria Eugenia y una pintura representando el interior del Palacio Real de Madrid por William Ranken. Según Noel, la casa presentaba unas dimensiones relativamente pequeñas en comparación con otras residencias regias de la época. Además Victoria Eugenia mantenía la casa a una temperatura excesivamente cálida que provocó incluso desmayos en algunos de sus invitados.
La casa esta rodeada por amplios jardines con buenas vistas. En la entrada de la propiedad cuenta con una casita, que en época de Victoria Eugenia era destinadas a los huéspedes.

### Individuales
1. ↑  Noel, 1984, p. 255.
2. ↑  Noel, 1984, pp. 275-276.
3. ↑  Bulgaria, Simeón II de (2021). A Unique Destiny: The Memoir of the Last Tsar of Bulgaria, Prime Minister of a Republic (en inglés). Rowman & Littlefield. pp. 157-158. ISBN 978-0-8117-6973-0. Consultado el 29 de julio de 2023.
4. ↑  «Philip Alexius De László (1869-1937) Portrait of Princess Henry of Battenberg, née Princess Beatrice of Great Britain, in profile to the left, wearing a choker and drop earrings». Christie's.
5. ↑  Gómez-Santos, 1967, pp. 13-15.
6. ↑  Peñafiel, Jaime (19 de mayo de 2022). Alto y claro. Penguin Random House Grupo Editorial España. ISBN 978-84-18055-55-3. Consultado el 29 de julio de 2023.
7. ↑  Noel, 1984, p. 281-282.